# Cercle des nageurs de Marseille
Pour les articles homonymes, voir CNM.
Le Cercle des nageurs de Marseille (couramment abrégé en CNM) est un club de natation français fondé en 1921. Le club marseillais est présidé par Paul Leccia depuis le 4 mai 1990[source secondaire souhaitée].
Son équipe première de water-polo évolue au sein du championnat de France élite dont elle a remporté 42 éditions, ainsi que 13 coupes de France. De plus, le CNM est le premier club français à remporter une compétition européenne en gagnant la LEN Euro Cup en 2019.
Le cercle reçoit environ 500 000 € d’argent public par an pour un budget global d'environ cinq millions d’euros selon la chambre régionale des comptes.

## Histoire
Le Cercle des nageurs de Marseille est fondé en 1921 par Fernand David, nageur marseillais ainsi que d'autres membres fondateurs issus de l'Olympique de Marseille. La nageuse Bibienne Pellegry prend également part à la création de ce club. Eugène Tisson est le premier président d'un club qui n'a pour seules installations qu'une terrasse, un vestiaire et un lieu de restauration.
Natation, water-polo, plongeon et sauvetage sont les activités proposées par le CNM. Le plongeon et le sauvetage disparaîtront par la suite. En 1924, le maire de Moustiers-Sainte-Marie, Jean Alezard, prend la présidence du Cercle qui connaît ses premières sélections aux Jeux olympiques avec Salvator Pelegry en 1924 puis sa sœur Bienna en 1928. Le Cercle se dote d'un bassin d'eau de mer en 1932, qui est aux trois-quarts détruit lors de la Seconde Guerre mondiale. Le CN Marseille a aussi eu une équipe masculine de handball, qui joue les seizièmes de finale de la Coupe de France de handball à onze 1948-1949.
Les années 1950 et 1960 sont marquées par la construction de nouvelles installations : bassin d'eau douce, Club House puis bassin olympique et cabines. Albert Vahouni, industriel du papier, devient le troisième président du club à la suite du décès de Jean Alezard. Paul Leccia lui succède en 1990.
Le club connait une forte renommée à partir de 2004, lorsque Laure Manaudou rejoint le CNM. De grands noms de la natation française suivent ses traces pendant plus d'une décennie, encadrés par un staff structuré autour de Romain Barnier.
Sous l'impulsion de ce dernier, et du directeur général, Frédéric Audon, le club enchaine les exploits sportifs depuis 2011 avec notamment, de nombreux titres mondiaux et olympiques en natation et en water-polo, le titre en LEN Euro Cup 2019. Cette victoire marque l'histoire du water-polo hexagonal puisque le CN Marseille est à ce jour le premier (et le seul) club français à s'être imposé sur la scène européenne.

## Gestion
Le poids d'un vote en assemblée générale dépend de l’ancienneté dans le club : 20 ans d'ancienneté donnent dix voix, ce qui permet en 2022 à 316 des 2509 membres dotés du droit de vote de détenir les deux tiers des suffrages.
En 2011, les nouveaux membres devaient s'acquitter d'une cotisation annuelle de 1 250 €, d'un droit d'admission de 2 000 €, et être parrainés par deux membres. La ville de Jean-Claude Gaudin participait, avec une subvention de 200 000 € par an, à hauteur de 4 % au budget de 5 millions d'euros.
En 2018, une subvention d’1,8 million d’euros envisagée par le conseil départemental pour financer de nouveaux vestiaires est annulée en réaction au tollé qu'elle a suscité,. En 2020, la municipalité de Benoît Payan retire ses 250 000 € de subventions annuelles.
En 2022, la chambre régionale des comptes documente la gestion de l'association qui a obtenu environ 500 000 € d’argent public par an pour un budget global d'environ cinq millions d’euros,. La cotisation annuelle moyenne est de 1 550 € et le droit d'entrée de 2 600 €. La chambre note que l'opacité de la comptabilité et l'absence de procès-verbaux de réunion du comité directeur empêchent de comprendre l’affectation de l’argent public, et de savoir s'il est effectivement affecté à des missions d’intérêt général, comme la formation des écoliers ou le sport amateur de haut niveau. Les nageurs d’élite sont minoritaires dans les bassins (14 % de présence, 15 % destinés à la formation et 68 % à la récréation des membres). La chambre note aussi que le fonds de dotation créé en 2010 pour « soutenir et développer des activités d’intérêt général » est détourné pour des dépenses de formation ou d’achat de matériel, ou des soutiens à des stages à l’étranger des sportifs « au profit d’un cercle restreint de personnes ».

## Équipements
Le club dispose de trois bassins :
- bassin Jean Alezard (25 m couvert) ;
- bassin Alex Jany (25 m découvert) ;
- bassin Pierre Garsau (50 m couvert).

## Palmarès

### Water-polo
- 1 LEN Euro Cup : 2019
- Finaliste de la LEN Super Cup : 2019
- 41 titres de champion de France depuis 1960 (1re saison au plus haut niveau national): 1965, 1966, 1967, 1968, 1969, 1970, 1973, 1974, 1975, 1976, 1977, 1978, 1979, 1980, 1981, 1982, 1983, 1984, 1985, 1986, 1987, 1988, 1989, 1990, 1991, 1996, 2005, 2006, 2007, 2008, 2009, 2010, 2011, 2013, 2015, 2016, 2017, 2021, 2022, 2023 et 2024
  - dix huit fois vice-champion de France : 1961, 1964, 1972, 1992, 1993, 1994, 1995, 1997, 1998, 1999, 2000, 2001, 2002, 2003, 2004, 2012, 2014 et 2019.
  - quatre fois 3e du championnat de France: 1960, 1962, 1963 et 2018.

- 14 coupes de France : 1991, 1996, 1997, 1998, 1999, 2007 septembre 2009, 2010, 2011, 2012, 2013, 2022, 2023 et 2024 et 2025
  - et trois fois finaliste de la coupe de France : 1999, 2000 et 2008.
- 2 Coupe de la Ligue : 2015, 2018.
  - et deux fois finaliste de la coupe de la Ligue : 2016 et 2017.

### Natation sportive
- 12 fois champion de France interclubs masculin[11] : 1970, 1971, 1972, 1973, 1974, 1975, 1976, 1978, 1981, 1983, 2008[12], 2009[12].
  - Vice-champion : 1977, 1984, 1986, 1987.
- 3 fois champion de France interclubs féminin : 1970, 1971, 1973
  - Vice-champion : 1972, 1992

- Championnats de France en grand bassin[13]

(mise à jour : mai 2009)
|                          | Messieurs  | Dames     |
| 50 m nage libre          | 2          | 0         |
| 100 m nage libre         | 3          | 3         |
| 200 m nage libre         | 12         | 3         |
| 400 m nage libre         | 12         | 3         |
| 800 m nage libre         | 0          | 3         |
| 1 500 m nage libre       | 10         | 2         |
| 50 m dos                 | 3          | 1         |
| 100 m dos                | 20         | 2         |
| 200 m dos                | 14         | 2         |
| 50 m brasse              | 1          | 2         |
| 100 m brasse             | 11         | 6         |
| 200 m brasse             | 10         | 11        |
| 50 m papillon            | 2          | 1         |
| 100 m papillon           | 14         | 6         |
| 200 m papillon           | 10         | 0         |
| 200 m 4 nages            | 13         | 7         |
| 400 m 4 nages            | 11         | 8         |
| 4 × 100 m nage libre     | 12         | 9         |
| 4 × 200 m nage libre     | 22         | 3         |
| 4 × 100 m 4 nages        | 24         | 7         |
| Total fin de saison 2009 | 206 titres | 79 titres |

## Galerie

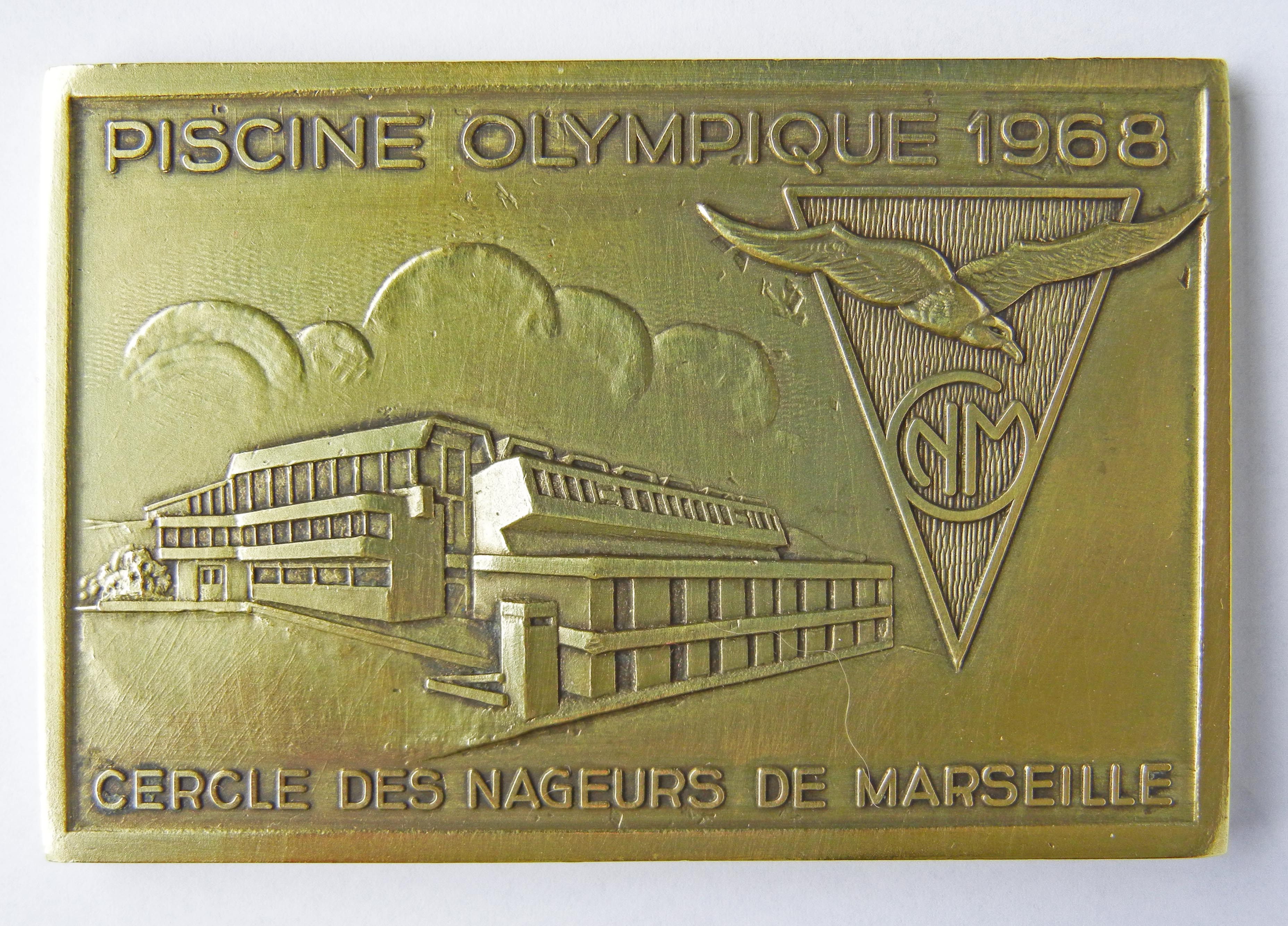
Plaquette en bronze 1968. Cercle des nageurs de Marseille (CNM). Piscine mer 1932, piscine olympique 1968. Avers. Dimensions 90 x 60 mm, poids 184 g. Graveur inconnu.
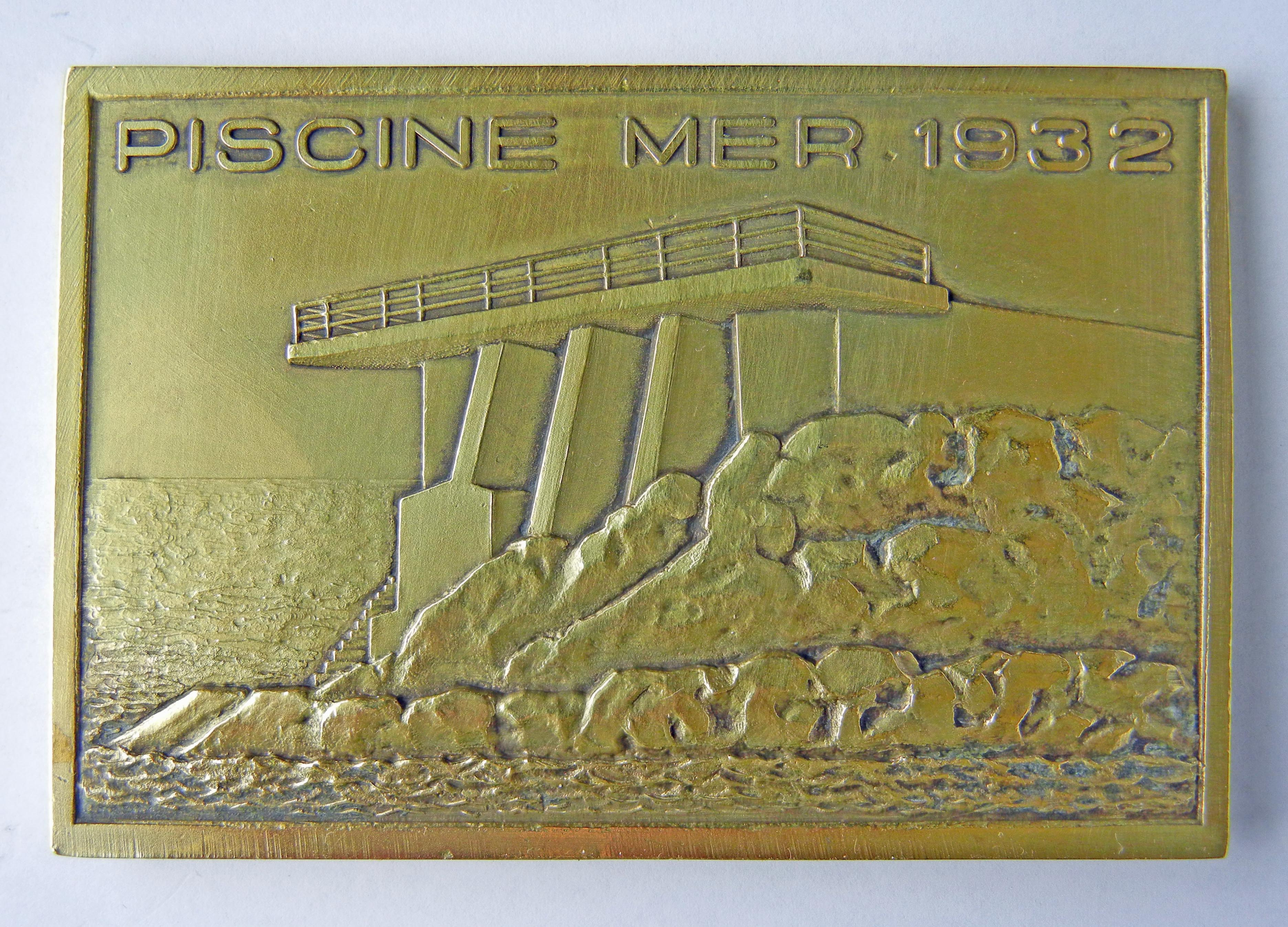
Plaquette en bronze 1968. Cercle des nageurs de Marseille (CNM). Piscine mer 1932, piscine olympique 1968. Revers. Dimensions 90 x 60 mm, poids 184 g. Graveur inconnu.
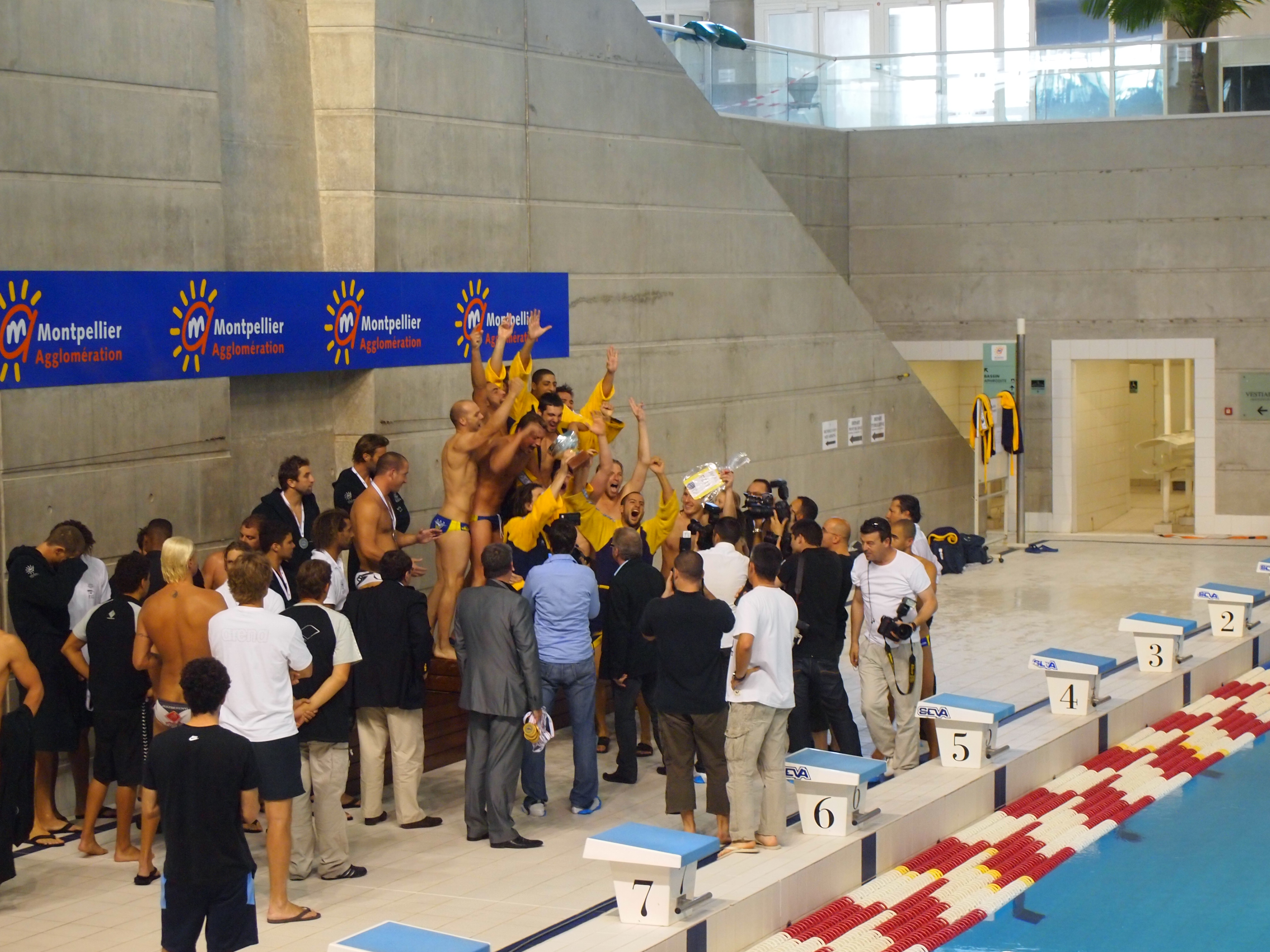
Vainqueur du championnat élite 2010-2011.
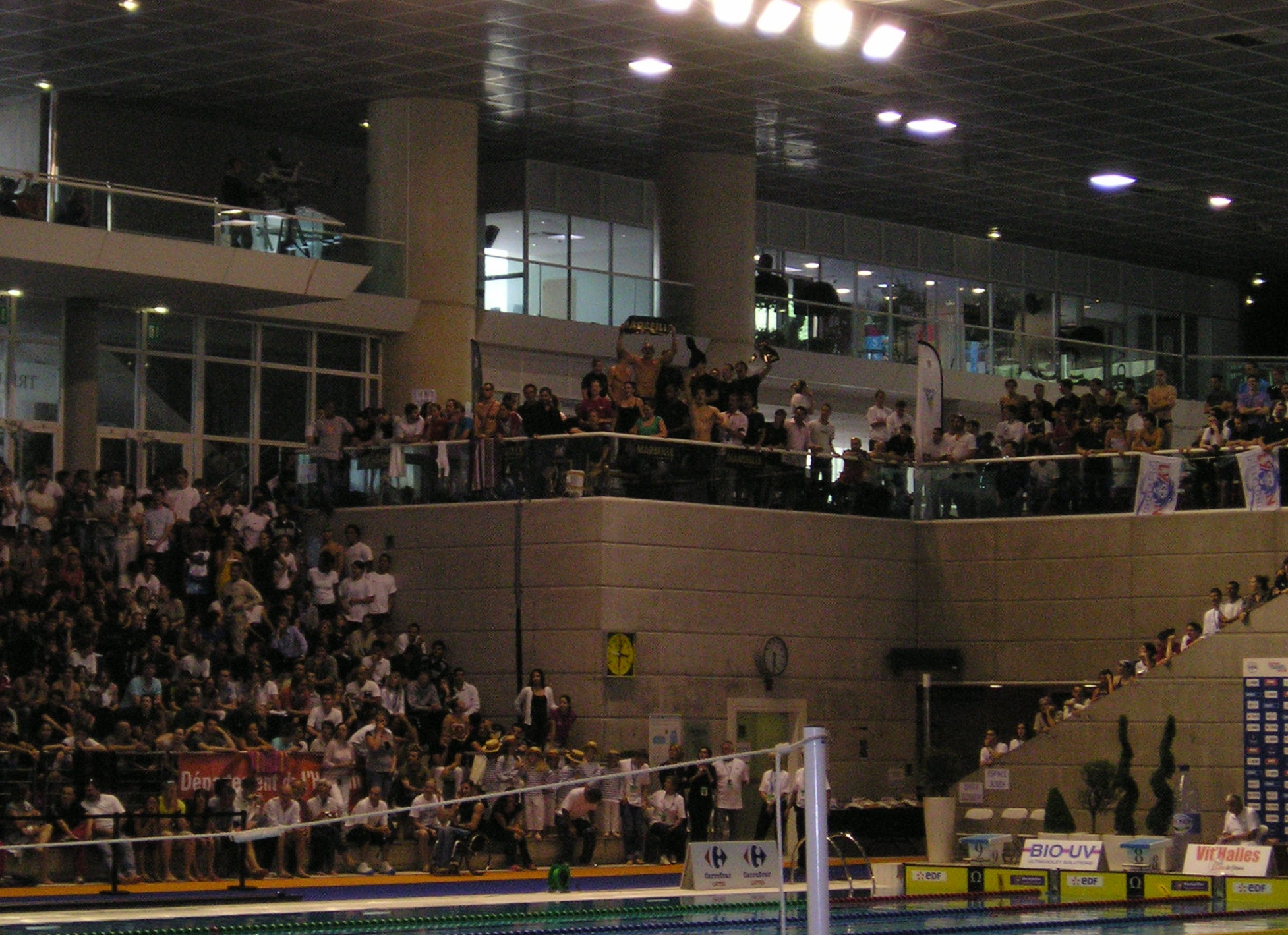
Les membres du Cercle des nageurs de Marseille encourageant leurs compagnons en compétition, aux Championnats de France de natation 2009, à Montpellier.

## Principaux sportifs

### Natation sportive
| Anciens - Michel Amardeilh - Romain Barnier - Esther Baron - Alain Bernard - Frédérick Bousquet - Diane Bui Duyet - Théo Bussière - Robert Christophe - Frédéric Delcourt - Béryl Gastaldello - Fabien Gilot - Alex Jany - Ginette Jany - Camille Lacourt - Anne-Sophie Le Paranthoën - Grégory Mallet - William Meynard - Jean-Jacques Moine - Alain Mosconi - Rafael Muñoz - Annie Vanacker - James Gibson - Laure Manaudou | Actuellement licenciés - Florent Manaudou (FRA) - Mehdy Metella (FRA) - Giacomo Perez-Dortona (FRA) - Benjamin Stasiulis (FRA) - Florine Gaspard (BEL) - Paul Alves-Torres (FRA) |

Bien que licencié au CS Clichy 92, le Français Nicolas Rostoucher s'y est entraîné pour la sa Izdinsky sur ce même principe les nageuses Chloé Credeville et Angéla Tavernier s'entrainent aujourd'hui à Marseille en étant licencié dans d'autre clubtres nageurs licenciés dans d'autres fédérations associées à la FINA[pas clair] s'entraînent à Marseille en vue de la préparation aux Jeux olympiques de Londres 2012.
- Femke Heemskerk (NED)
- Inge Dekker (NED)
- Yoris Grandjean (BEL)

### Water polo

#### Effectif 2022-2023
Michaël Bodegas
Ugo Crousillat
Alexandre Bouet
Uros Cuckovic
Thomas Vernoux
Hannes Daube
Andréa De nardi
Arshak Hovannisyan
Mishka Izdinsky
Dejan Lazovic
Mattéo Lena
Romain Marion Vernoux
Mathis Mas
Mathias Olivon
Andrija Prlainnovic
Vladan Spaic
Pierre-Frédéric Vanpeperstraete
Ante Vukicevic
Romain Barnier (Directeur Sportif)
Umberto Rombaut (Team Manager)
Milos Scepanovic (Entraineur)
Yann Clay (Entraineur Adjoint)
Pierre-Antoine Raffaelli (Préparateur Physique)

#### Anciens
- Alex Jany
- Michel Idoux
- Armand Mikaelian
- Pierre Garsau
- Christian Grimaldi
- Bruno Boyadjian
- Frédéric Audon
- Mlađan Janović
- Yann Vernoux

## Présidents
| Dates       | Nom            |
| 1921 - 1924 | Eugène Tisson  |
| 1924 - 1966 | Jean Alezard   |
| 1966 - 1990 | Albert Vahouni |
| depuis 1990 | Paul Leccia    |